# 1889 w muzyce
Wydarzenia muzyczne w 1889 roku.

## Wydarzenia
- 4 stycznia – we Frankfurcie nad Menem odbyła się premiera „Immer leiser wird mein Schlummer” op.105/2 oraz „Mädchenlied” op.107/5 Johannesa Brahmsa[1][2]
- 14 stycznia – w Berlinie odbyła się premiera IV symfonii op.31 Charlesa Villiersa Stanforda[1][2]
- 26 stycznia – w Wiedniu odbyła się premiera pieśni „Meine Lieder” op.106/4 Johannesa Brahmsa[1][2]
- 1 lutego – w Monachium odbyła się premiera „Festmarsch” in C, TrV 135, AV 87 Richarda Straussa[1][2]
- 2 lutego – w Paryżu odbyła się premiera pieśni „Au cimitière” op.51/2 Gabriela Fauré[1][2]
- 4 lutego – we Frankfurcie nad Menem odbyła się premiera „Spätherbst” op.92/2 oraz „Warum?” op.92/4 Johannesa Brahmsa[1][2][3]
- 12 lutego – w Teatrze Narodowym w Pradze miała miejsce premiera pierwszej wersji opery Jakobin op.84 Antonína Dvořáka[1][2][4]
- 16 lutego – w Paryżu odbyła się premiera „Valse-Caprice No.2” op.38 Gabriela Fauré[1][2]
- 14 marca – w Wiedniu odbyła się premiera pieśni „Vom Strande” op.69/6 oraz „Das Mädchen” op.95/1 Johannesa Brahmsa[1][2]
- 21 marca – w Bostonie odbyła się premiera „Valse-Caprice” op.4 Amy Beach[1][2]
- 29 marca – w Hamburgu odbyła się premiera pieśni „Nachtwache” op.104/2 oraz „Im Herbst” op.104/5 Johannesa Brahmsa[1][2][5]
- 3 kwietnia – w Wiedniu odbyła się premiera „5 Songs” op.104 Johannesa Brahmsa[1][2][5]
- 20 kwietnia – w Bostonie odbyła się premiera An Island Fantasy op.44 Johna Knowlesa Paine'a[1][2]
- 21 kwietnia – w mediolańskiej La Scali miała miejsce premiera opery Edgar Giacoma Pucciniego[1][2][6]
- 27 kwietnia – w paryskiej Salle Pleyel miała miejsce premiera „La procession” Césara Francka[1][2][7]
- 7 maja – w paryskiej Salle Érard miała miejsce premiera „Dawn” op.46/6 Piotra Czajkowskiego[1][2]

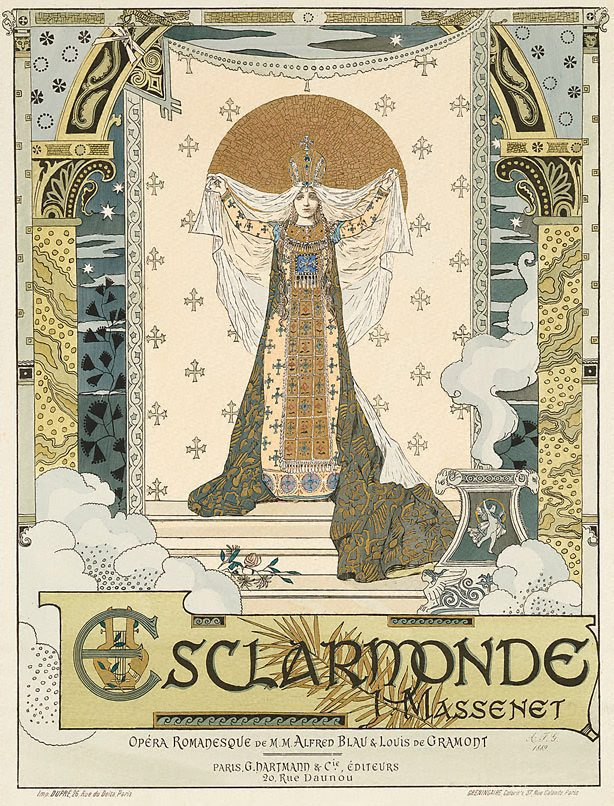
Oryginalny plakat do paryskiej premiery Esclarmonde Jules’a Masseneta

- 15 maja – w paryskim Théâtre national de l’Opéra-Comique odbyła się prapremiera opery Esclarmonde Jules’a Masseneta[1][2][8]
- 23 maja – w londyńskiej St James's Hall miała miejsce premiera III symfonii Huberta Parry[1][2][9]
- 31 maja – we Frankfurcie nad Menem odbyła się premiera pieśni „Ist der Himmel darum im Lenz so blau?” op.2/2 Hansa Pfitznera[1][2]
- 15 czerwca – w waszyngtońskim Smithsonian Institution miała miejsce premiera marsza „The Washington Post” Johna Sousa[1][2]
- 26 czerwca – w Paryżu odbyła się premiera baletu La tempête Ambroise’a Thomasa[1][2][10]
- 1 lipca – w Londynie odbyła się premiera IV symfonii Huberta Parry[1][2][11]
- 9 września – w Hamburgu odbyła się premiera „Fest- und Gedenksprüche” op.109 Johannesa Brahmsa[1][2][12]
- 27 września – w Rio de Janeiro w Theatro D. Pedro II miała miejsce premiera opery Lo schiavo Antônio Carlosa Gomesa[1][2]
- 6 października – w Paryżu otwarto kabaret Moulin Rouge[1][2]
- 11 października – w Leeds podczas Musical Festival miała miejsce premiera „Ode on St. Cecilia's Day” Huberta Parry[1][2][13] oraz ballady „The Voyage of Maeldune” op.34 Charlesa Villiersa Stanforda[1][2][14]
- 19 października – w Kristianie odbyła się premiera niekompletnej opery Olav Trygvason op.50 Edvarda Griega[1][2]
- 21 października – w Berlinie odbyła się premiera „Kaiser-Walzer” op.437 Johanna Straussa (syna)[1][2]
- 26 października – odbyła się premiera pieśni „One Day, O Heart of Mine” op.48/2, „A Dream” op.48/6, „Tell Me Now, Did You See the Lad” op.49/1 oraz „Kind Greetings, Fair Ladies” op.49/3 Edvarda Griega[1][2]
- 29 października – w Kristianie w Brødrene Hals miała miejsce premiera pieśni „Greeting” op.48/1 oraz „The Time of Roses” op.48/5 Edvarda Griega[1][2]
- 3 listopada – w Taborze odbyła się premiera pierwszych czterech części Poetické nálady op.85 („Noční cestou”, „Žertem”, „Na starém hradě”, „Jarni”) Antonína Dvořáka[1][2][15]
- 11 listopada
  - w Weimarze odbyła się premiera poematu symfonicznego Don Juan op.20 Richarda Straussa[1][2][16]
  - w londyńskim Pałacu Kryształowym miała miejsce premiera „Salut d'amour” op.12 Edvarda Griega[1][2][17]
- 25 listopada
  - w Bostonie odbyła się premiera drugiej ostatecznej wersji „String Quintet No.2” op.77 Antonína Dvořáka[1][2][18]
  - w Oksfordzie odbyła się premiera „Piano Trio No.1” op.35 Charlesa Villiersa Stanforda[1][2]
- 30 listopada
  - w Sankt Petersburgu odbyła się premiera „A Greeting to Anton Rubinstein” TH 86 Piotra Czajkowskiego[1][2][19]
  - w Monachium odbyła się premiera pieśni „Die Meere” op.20/3 Johannesa Brahmsa[1][2]
- 2 grudnia – w Bostonie odbyła się premiera „Violin Sonata” op.20 Arthura Foote[1][2]
- 7 grudnia – w londyńskim Savoy Theatre miała miejsce premiera operetki Gondolierzy Arthura Sullivana[1][2][20]
- 10 grudnia – w bostońskiej Association Hall miała miejsce premiera „Lovely Rosabelle” George’a Whitefielda Chadwicka[1][2][21]
- 14 grudnia – w Weimarze odbyła się premiera „Scherzquartett” op.20 Richarda Straussa[1][2]
- 17 grudnia – w paryskim Théâtre de l'Odéon miała miejsce premiera suity „Shylock” op.57 Gabriela Fauré[1][2]

## Urodzili się
- 1 stycznia
  - Tadeusz Jarecki, polski dyrygent i kompozytor (zm. 1955)
  - Juozas Tallat-Kelpša, litewski kompozytor i dyrygent (zm. 1949)
- 14 stycznia – Emma Altberg, polska pianistka żydowskiego pochodzenia, pedagog i publicystka (zm. 1983)
- 24 stycznia – Władimir Szczerbaczow, rosyjski kompozytor muzyki filmowej (zm. 1952)
- 29 stycznia – Rudolf Mauersberger, niemiecki organista, dyrygent i kompozytor (zm. 1971)
- 7 lutego – Claudia Muzio, włoska śpiewaczka operowa (sopran) (zm. 1936)
- 20 lutego – Łew Rewucki, ukraiński kompozytor, pedagog (zm. 1977)
- 27 lutego – Freddie Keppard, amerykański kornecista jazzowy (zm. 1933)
- 1 marca – Wilibald Gurlitt, niemiecki muzykolog (zm. 1963)
- 12 marca – Wacław Niżyński, rosyjski tancerz (pochodzenia polskiego) i choreograf (zm. 1950)
- 18 marca – Georges Alexandre Krins, belgijski skrzypek, obecny na pokładzie Titanica. Zmarł w katastrofie parowca (zm. 1912)
- 21 marca
  - Stefan Ślązak, polski śpiewak operowy (baryton), kompozytor muzyki klasycznej, dyrygent, pedagog, folklorysta (zm. 1957)
  - Aleksandr Wiertinski, rosyjski pieśniarz, kompozytor, poeta i aktor (zm. 1957)
- 24 marca – Maksymilian Centnerszwer, polski kompozytor, skrzypek, pedagog, krytyk muzyczny i recenzent żydowskiego pochodzenia (zm. 1943)
- 28 marca – Sabine Kalter, polska śpiewaczka żydowskiego pochodzenia (kontralt) (zm. 1957)
- 3 kwietnia – Grigoraș Dinicu, rumuński kompozytor, wirtuoz gry na skrzypcach (zm. 1949)
- 8 kwietnia – Adrian Boult, angielski dyrygent (zm. 1983)
- 16 kwietnia – Charlie Chaplin, brytyjski aktor i reżyser okresu kina niemego, później także filmów udźwiękowionych; producent, scenarzysta i kompozytor muzyki filmowej (zm. 1977)
- 21 kwietnia – Efrem Zimbalist, amerykański skrzypek, kompozytor, dyrygent i pedagog rosyjsko-żydowskiego pochodzenia, wieloletni dyrektor Curtis Institute of Music (zm. 1985)
- 15 maja – Toivo Haapanen, fiński dyrygent, skrzypek i muzykolog (zm. 1950)
- 17 maja – Marcel Moyse, francuski flecista (zm. 1984)
- 20 maja – Felix Arndt, amerykański pianista i kompozytor muzyki popularnej (zm. 1918)
- 23 maja – José Padilla Sánchez, hiszpański kompozytor i pianista (zm. 1960)
- 1 czerwca – Sigrid Onégin, niemiecka śpiewaczka operowa (alt) (zm. 1943)
- 2 czerwca – Józef Bryjka, polski skrzypek ludowy (zm. 1970)
- 9 czerwca – Mosze Kusewicki, polsko-amerykański kantor i śpiewak operowy (tenor liryczny) (zm. 1966)
- 19 czerwca – Maurycy Janowski, polski śpiewak operowy (tenor), aktor teatralny (zm. 1959)
- 20 lipca – Karol Rund, muzyk i wojskowy pochodzenia czeskiego, kapitan kapelmistrz Wojska Polskiego, kompozytor, wykładowca (zm. 1962)
- 15 sierpnia – Jonas Bendorius, litewski kompozytor, dyrygent i pedagog (zm. 1954)
- 20 sierpnia – Witold Friemann, polski kompozytor, pianista, dyrygent i pedagog (zm. 1977)
- 26 września – Frank Crumit, amerykański piosenkarz i kompozytor (zm. 1943)
- 13 października – Othmar Klose, austriacki kompozytor, także aranżer i autor tekstów (zm. 1970)
- 26 października – Engelbert Mulorz, polski organista, pianista, dyrygent, chórmistrz (zm. 1979)
- 3 listopada – Rezső Seress, węgierski muzyk pochodzenia żydowskiego; kompozytor muzyki rozrywkowej i pianista (zm. 1968)
- 21 listopada – Marian Sobański, polski śpiewak operowy (bas-baryton), dyrektor Teatru Śląskiego im. Stanisława Wyspiańskiego w Katowicach, kapitan Wojska Polskiego (zm. 1980)
- 3 grudnia – Cyrillus Kreek, estoński kompozytor i dyrygent chóralny (zm. 1962)
- 29 grudnia – Karol Broniewski, polski dyrygent chóralny, pedagog muzyczny, kompozytor i działacz ruchu śpiewaczego (zm. 1978)

## Zmarli
- 26 lutego – Karł Dawydow, rosyjski wiolonczelista i kompozytor (ur. 1838)
- 8 kwietnia – Jean-Baptiste Arban, francuski kornecista, dyrygent, kompozytor i pedagog (ur. 1825)
- 23 kwietnia – Eugenia Bernadotte, księżniczka Szwecji i Norwegii, kompozytorka, pisarka, rzeźbiarka, malarka (ur. 1830)
- 30 kwietnia – Carl Rosa, brytyjski skrzypek, dyrygent i impresario operowy pochodzenia niemieckiego (ur. 1842)
- 27 czerwca – Carlotta Patti, włoska śpiewaczka (sopran) (ur. 1835)
- 7 lipca – Giovanni Bottesini, włoski wirtuoz kontrabasu, kompozytor i dyrygent (ur. 1821)
- 8 lipca – Florian Miładowski, polski kompozytor, pianista, dyrygent i pedagog muzyczny (ur. 1819)
- 20 lipca – Gustav Lange, niemiecki kompozytor epoki romantyzmu (ur. 1830)
- 5 sierpnia – Carl Amand Mangold, niemiecki kompozytor i dyrygent (ur. 1813)
- 24 września – Frederic Clay, angielski kompozytor (ur. 1838)
- 10 października – Adolf von Henselt, niemiecki kompozytor I pianista (ur. 1814)
- 20 grudnia – Konstancja Gładkowska, polska śpiewaczka, młodzieńcza muza i pierwsza miłość Fryderyka Chopina (ur. 1810)